# Yvonand
 (avril 2022).
Si vous disposez d'ouvrages ou d'articles de référence ou si vous connaissez des sites web de qualité traitant du thème abordé ici, merci de compléter l'article en donnant les références utiles à sa vérifiabilité et en les liant à la section « Notes et références ».
Yvonand (/ivɔnã/) est une commune suisse du canton de Vaud, située dans le district du Jura-Nord vaudois.

## Géographie

### Localisation
Yvonand se situe au bord du lac de Neuchâtel, à 8 km au nord-est d'Yverdon-les-Bains. Le village, traversé par la Menthue, est situé près de l'embouchure de cette rivière.
Le territoire d'Yvonand s'étend sur 13,39 km2. Lors du relevé de 2013-2018, les surfaces d'habitations et d'infrastructures représentaient 13,9 % de sa superficie, les surfaces agricoles 51,0 %, les surfaces boisées 31,6 % et les surfaces improductives 2,8 %.
La commune d'Yvonand comprend les hameaux de la Mauguettaz, de Niédens-dessus et Niédens-dessous, ainsi que plusieurs maisons foraines : Le Moulin, La Vau et Le Martinet, les Vursys, Pré Nouveau, la Grand-Moille, Clos-Buttisy, la Condémine, la Gola, le Rébut, la Vignette et la Rochette.

### Transports
Yvonand se trouve sur la ligne régionale des CFF : Yverdon - Payerne - Fribourg.
La ligne de CarPostal 650 qui relie la région de Champtauroz à Yverdon-les-Bains dessert le centre-ville d'Yvonand et le village de La Mauguettaz, du lundi au vendredi.

## Toponymie
Le nom de la commune, qui se prononce /ivɔnã/, est d'origine inconnue, les hypothèses avancées (notamment nom de personne germanique Evo et nant au sens de ruisseau) n'étant pas convaincantes.
Sa première occurrence écrite date de 1010, sous la forme d'Evonant.
Son nom en patois vaudois est Invouenan.

## Géologie
Yvonand repose sur de la molasse qui a commencé à se former il y a environ 30 millions d’années ainsi que sur du sable déposé dès la fin de la dernière période glaciaire il y a environ 14 000 ans. Au maximum de la glaciation, le territoire d’Yvonand a été recouvert de 800 mètres de glace.
À son retrait, les glaces laissèrent la place au grand lac de Soleure, recouvrant la région avec un maximum de 50 mètres d’eau. Son niveau baissant de siècle en siècle, il a formé les trois lacs : le lac de Bienne, de Morat et de Neuchâtel, sur les berges duquel se tient le village d'Yvonand.

## Histoire

### Préhistoire et Antiquité
Les derniers chasseurs cueilleurs du mésolithique ont pu venir momentanément chasser dans la région (à l'abri de la Baume d'Ogens) dès environ 6785 avant notre ère.
Dès 3500 av. J.-C. les premiers agriculteurs-éleveurs du Néolithique établirent leur village à l’abri sous roche du Vallon des Vaux et érigèrent des menhirs dont un à côté de l'église.
Les premiers Celtes arrivent dès 750 et les Helvètes dès 450 av. J.-C.
Aux environs de l'an 30, l'Helvétie est incorporée à l'Empire romain. Des routes sont construites, des villas laissant des vestiges, tels que la mosaïque d’Orphée de la Baumaz, et les fresques de Mordagne.
Au Ve siècle, les Burgondes s'installent et le catholicisme l'emporte sur l'arianisme.

### Moyen-Âge
Le Moyen Âge suivit avec son habitat troglodyte, de la Roche de la Baume semblable à l'habitat accroché à la falaise du Vallon des Vaux, vers 400-700 ap. J.-C.
La première mention de la commune date de l'an 1010. Elle se trouve dans la charte de Rodolphe III rendant à son cousin, l'évêque de Lausanne, la moitié du village d'Evonant, pris autrefois par le seigneur Peudon.
En 1011, il donna l'autre moitié à son épouse Hermengarde qui la redonna immédiatement à Dieu et à St Maurice de l'Église de Vienne en Isère.
En 1310, le Seigneur de St-Martin du Chêne vendit une part de la dîme d'Yvonand lui appartenant depuis 1285 au seigneur d'Estavayer.
En 1341, Humbert de Billens en vendit une autre partie à l'abbaye de Mont Ste – Marie, en France. Par la suite, en 1478, les seigneurs de Combremont en furent les ayants droit.
Au début du XIVe siècle, un faux monnayeur frappe de faux deniers dans la grotte de la roche de la Baume.
En 1476, les Suisses s’emparèrent de la Baronnie[Quoi ?] de Grandson et par conséquent d’Yvonand, qui dépendit dès lors des gouvernements de Berne et de Fribourg.

### XVIesiècle
En 1512, le pape Jules II envoya une bulle au curé d'Yvonand. Cette lettre d'indulgence mentionnait : que les évêques et les cardinaux de Rome disent aux fidèles de l'église St-Ours qu'ils doivent faire des dons pour maintenir leur église en état, de la vénérer et de s'y rendre à des dates précises. Ce document est conservé aux archives cantonales vaudoises.
En 1531, lors de la réforme, la Vierge ouvrante du XIVe siècle d'Yvonand se « réfugie » dans l'église de Cheyres. En août 1532, la votation populaire est favorable aux réformés et un tilleul commémoratif est planté sur la place du village. Il figurera, avec la balance de la métralie, sur les armoiries de la commune jusqu'en 1921.  
De 1536 à 1798, Yvonand est administrée par deux gouverneurs, un Conseil des dix-sept et un Conseil des vingt-quatre relevant du bailli de Grandson, tantôt bernois tantôt fribourgeois. Avec les hameaux de Mordagne, La Mauguettaz et Niédens le village formait une métralie (circonscription essentiellement judiciaire rassemblant plusieurs villages) dépendante de Grandson ; elle possédait une cour de justice, composée d'un lieutenant, de 12 justiciers et d'un crucial, nommés par le bailli. Les terres dépendant de Berne et de Fribourg, mais aussi sur celles qui appartenaient à la seule ville de Berne ou au Seigneur de Vuissens dépendaient également de sa juridiction.
Il existait à Yvonand, en 1590, une abbaye des Mousquetaires.

### XVIIesiècleetXVIIIesiècle
En 1603, Yvonand a un conflit avec Fiez au sujet de bois pour brûler les sorciers.
Au début du XVIIe siècle, le village (sauf le haut) est dévasté par une épidémie de peste.
Dès 1618, un registre des baptêmes est tenu, un des mariages dès 1623 et des décès dès 1742.
En 1748, avec des pierres provenant des ruines de la villa romaine de Mordagne, le temple est construit à la place de la vieille église de Saint-Ours ainsi que la cure.

### XIXesiècle
La ligne de chemin de fer Payerne-Yverdon est inaugurée le 1er février 1877.

Photo aérienne prise à 500 m par Walter Mittelholzer (1925).

1878, la première correction des eaux du Jura abaissa le niveau du lac de 2,5 m. La commune ne subit plus d'inondations et gagna d'importantes surfaces de plages de sable, de zones de loisirs entourées de nature protégée riche en faune et flore. Cela permit également à la briqueterie Dutoit la construction de la route de la grève pour Yverdon.

### XXesiècle
En 1927, la commune abandonne le tilleul de ses armoiries et le remplace par un chêne. Dix ans plus tard, le vieux tilleul, témoin du XVIe siècle, est abattu.
1977, acceptation d’un plan d’affectation en vue d’une grande expansion transformant le « village ».
1979, la dernière des tuileries-briqueteries au centre du village cesse ses activités, mettant ainsi fin à plusieurs siècles de tradition industrielle.

### XXIesiècle
2013, le dernier pêcheur professionnel cesse ses activités, mettant ainsi fin à une tradition de village de pêche de plusieurs milliers d'années, débutant au néolithique avec ses stations lacustres sur les rives du lac. Il y avait encore six pêcheurs vivant de leur pêche à la fin du XXe siècle.

## Population et société

### Surnom
Les habitants de la commune sont surnommés les Tapa-Sabllias (les Tape sable en patois vaudois, la localité étant construite sur un sol sablonneux).
Les habitants de Niédens sont surnommés les Coucous ; ceux de La Mauguettaz, les Merles.

### Démographie

#### Évolution de la population
Yvonand compte 3 529 habitants au 31 décembre 2022 pour une densité de population de 264 hab/km2. Sur la période 2010-2019, sa population a augmenté de 35,3 % (canton : 12,9 % ; Suisse : 9,4 %).  

#### Pyramide des âges
En 2020, le taux de personnes de moins de 30 ans s'élève à 35,1 %, similaire à la valeur cantonale (35 %). Le taux de personnes de plus de 60 ans est quant à lui de 23,9 %, alors qu'il est de 21,9 % au niveau cantonal.
La même année, la commune compte 1 675 hommes pour 1 795 femmes, soit un taux de 48,3 % d'hommes, inférieur à celui du canton (49,1 %).
| Hommes | Classe d’âge | Femmes |
| ------ | ------------ | ------ |
| 0,8    | 90 ans ou +  | 2,6    |
| 6,3    | 75 à 89 ans  | 8,1    |
| 14,4   | 60 à 74 ans  | 15,5   |
| 21,1   | 45 à 59 ans  | 22,1   |
| 19,7   | 30 à 44 ans  | 19,1   |
| 18,9   | 15 à 29 ans  | 16,0   |
| 18,7   | - de 14 ans  | 16,6   |

| Hommes | Classe d’âge | Femmes |
| ------ | ------------ | ------ |
| 0,5    | 90 ans ou +  | 1,4    |
| 6,1    | 75 à 89 ans  | 8,2    |
| 13,3   | 60 à 74 ans  | 14,3   |
| 21,5   | 45 à 59 ans  | 21,2   |
| 22,0   | 30 à 44 ans  | 21,4   |
| 19,6   | 15 à 29 ans  | 18,0   |
| 16,9   | - de 14 ans  | 15,5   |

## Politique

### Municipalité
La municipalité est constituée de sept membres issus de trois partis politiques : le Parti socialiste (PS), le Parti Libéral-Radical (PLR) et l'Union démocratique du centre (UDC).
Pour la législature 2021-2026 elle est constituée des membres suivants :
- Philippe Moser, Syndic (PLR) ;
- Gabriel David (PLR) remplacé en 2022 par Laura Marques (PLR) ;
- Christelle Fresneau (UDC) ;
- Romano Dalla Piazza (PS) remplacé en 2022 par Lucy Delarze (PS) ;
- Alexandre Lecourtier (PS) ;
- Martin Schnorf (PS) ;
- Guy-Daniel Beney (UDC) remplacé en 2023 par Thierry Genillod (UDC).

Les membres de la municipalité sont élus au système majoritaire à deux tours.

### Conseil communal
Le conseil communal est composé de 50 conseillers. Pour la législature 2021-2026, il regroupe les membres issus de trois partis présents sur le territoire communal :
- le Parti socialiste (PS) : 17 sièges ;
- le Parti libéral-radical (PLR) : 15 sièges ;
- l'Union démocratique du centre (UDC) : 15 sièges ;

Les membres du Conseil communal sont élus au système proportionnel.

### Liste des syndics
- 1890-1909 : Constant Vonnez.
- 1910-1911 : Henri Delay, Parti radical-démocratique (PRD).
- 1911-1933 : Fritz Payot, Parti libéral puis Parti des paysans, artisans et indépendants (PAI).
- 1934-1946 : Ernest Dutoit, Parti radical-démocratique (PRD).
- 1947-1954 : Louis Durussel, Parti libéral.
- 1954-1957 : Edouard Débétaz, Parti radical-démocratique (PRD)
- 1958-1969 : Edmond Delay, Parti radical-démocratique (PRD).
- 1970-1989 : André Jaccard, Parti radical-démocratique (PRD)
- 1990-1997 : Georges Corday, Parti radical-démocratique (PRD).
- 1998-2004 : Elisabeth Delay, Parti radical-démocratique (PRD).
- 2004-2009 : Bernard Michoud, Parti radical-démocratique (PRD).
- 2010- actuellement : Philippe Moser, Parti radical-démocratique (PRD), puis Parti libéral-radical (PLR).